# Фисгармония (Стивенс)
«Фисгармония» (англ. Harmonium) — первый сборник стихов американского поэта Уоллеса Стивенса. Опубликован в 1923 году издательством Альфреда Кнопфа тиражом 1500 экземпляров. В 1931 году переиздан с не вошедшими в издание тремя ранними стихами и четырнадцатью новыми В последней редакции сборник состоит из 85 стихов, длина которых варьируется от единиц («Life Is Motion») до нескольких сотен строк («The Comedian as the Letter C»).
В составе сборника «Собрание стихотворений» (1954) удостоены Пулитцеровской премии.
Стихи первого издания перешли в общественное достояние 1 января 2019 года или ранее, так как впервые публиковались между 1914 и 1923 годами в различных журналах.

## Первые отзывы
Первое издание книги разошлось всего в сотне экземпляров, прежде чем было оправлено на распродажу со скидкой из-за слов поэта и критика Марка Ван Дорена, который в рецензии для журнала The Nation в 1923 году написал, что остроумие Стивенса «неожиданно, извращённо и утончённо; и никогда не будет популярным». Тем не менее, к 1960 году разрозненные исследования творчества Стивенса распространились по всему миру, более чем удовлетворив пророчеству Ван Дорена о том, что когда-нибудь поэту посвятят монографию. Стихотворение «Anecdote of the Jar», включённое в сборник, стало не только авторским знаком Стивенса, но превратилось в икону американской поэзии.

## Критика
Поэтесса и редактор Харриет Монро, основавшая в 1912 году журнал Poetry, в 1924 году характеризовала Стивенса как оригинальную поэтическую личность, а в стихах находила красоту звука, фразы, ритма и идеи.
Эдмунд Уилсон напрямую писал в The New Republic в 1924 году: «Даже если вы не понимаете, о чём он пишет, вы понимаете, что пишет он хорошо».
Мэтью Джозефсон в 1923 году назвал Стивенса одним из лучших современных поэтов, указав, что тот демонстрирует как поэзию чувственности, так и метафизическую поэзию. Последнее критик особенно одобрял и обнаруживал в таких стихотворениях, как «Thirteen Ways of Looking at a Blackbird» и «Anecdote of the Jar», предсказав им популярность на сотни лет. С другой стороны, Чарльз Альтиери больше внимания уделил поэзии чувственности, считая Стивенса поэтом именно из-за его приверженности приоритету чувств. Примерами таких стихотворений являются «Disillusionment of Ten O’Clock» и «Sea Surface Full of Clouds».
Поэт-имажист Джон Флетчер писал в 1923 году, что благодаря своей честности Стивенс стоит на голову выше всемирно известных эстетов вроде Элиота, Ситуэллов или Валери. Он защищал «непонятность» Стивенса как происходящую из «богатства смысла и аллюзии». Флетчер видел в творчестве поэта несогласие с жизнью и средой и проистекающий из этого поиск «гармонии между инстинктом и интеллектом». Флетчер считал, что Стивенс стоит перед выбором из двух зол: расширить свой жизненный опыт или вообще бросить писать: «Фисгармония» — это сублимация, которая не предполагает продолжения". Стивенс прошёл оба пути: он мало писал в течение нескольких лет после выхода сборника, а затем вернулся с новой книгой — «Идеи порядка» (Ideas of Order, 1936). Позднее вышли и другие сборники стихов, ставшие развитием того, что Флетчер классифицировал как метафизическую поэзию. Однако Бюттель рассматривает поздние сборники как повторение ранних идей, уже обрисованных в «Фисгармонии». Сам Стивенса хотел назвать «Собрание стихотворений» 1954 года The Whole of Harmonium (буквально «вся фисгармония»).
Луи Унтермейер, не одобрявший влияния иностранной поэзии на американскую, в 1924 году раскритиковал Стивенса как «сознательного эстета», воюющего с реальностью, но добившегося немногим большего, чем «забавной скороспелости». Унтермейер «снисходительно улыбался» в связи с «детской» любовью Стивенса к аллитерации и ассонансам в «Chieftain Iffucan of Azcan in caftan» или «Gloomy grammarians in golden gowns» и раздражался от непонятных названий «The Emperor of Ice Cream», «The Paltry Nude Starts on a Spring Voyage», «Frogs Eat Butterflies. Snakes Eat Frogs. Hogs Eat Snakes. Men Eat Hogs».
К «карикатурному эстету» Горхам Мансон добавил ярлык «денди», опубликовав статью «Дендизм Уоллеса Стивенса» (The Dandyism of Wallace Stevens), в которой критиковал поэта за безразличие к политическим и социальным проблемам эпохи. Мансон обнаружил в стихах влияние французского языка: «Весь его словарный запас тяготеет, по сути, к легкости, прохладе и прозрачности французского». Из-за негативного отношения к иностранному влиянию это, возможно, была неудачная похвала для своего времени. Однако сам Стивенс считал, что «французский и английский составляют один язык».
Эпитет «денди» превратился в «гедониста» в эссе Ивора Уинтерса 1943 года «Уоллес Стивенс, или Прогресс гедониста» (Wallace Stevens, or the Hedonist’s Progress), в котором утверждалось, что Стивенс не отдает первенство интеллекту или ортодоксальным христианским убеждениям. В другом эссе Уинтерс охарактеризовал Стивенса как «спокойного мастера», одновременно назвав «величайшим из ныне живущих и американских поэтов».
Чувственность «Фисгармонии» стала водоразделом между группами критиков: часть из них выше ценили поздние произведения Стивенса, как например, Хелен Вендлер, написавшая: «Я, как и другие, думаю, что сила Стивенса увеличивалась с возрастом».

## Издания
По причине, озадачивающей критиков, «Фисгармония» начинается с «Earthy Anecdote». По мнению Хелен Вендер, это стихотворение должно быть «своего рода манифестом, но что это был за манифест?» Подобные вопросы возникают и при чтении остальных стихотворений.

### Первое издание (1923)
Приводится по Frank Kermode and Joan Richards, 1997.
- Earthy Anecdote
- Invective Against Swans
- In the Carolinas
- The Paltry Nude Starts on a Spring Voyage
- The Plot Against the Giant
- Infanta Marina
- Domination of Black
- The Snow Man
- The Ordinary Women
- The Load of Sugar-Cane
- Le Monocle de Mon Oncle
- Nuances of a Theme by Williams
- Metaphors of a Magnifico
- Ploughing on Sunday
- Cy Est Pourtraicte, Madame Ste Ursule, et Les Unze Mille Vierges
- Hibiscus on the Sleeping Shores
- Fabliau of Florida
- The Doctor of Geneva
- Another Weeping Woman
- Homunculus et La Belle Etoile
- The Comedian as the Letter C
- From the Misery of Don Joost
- O Florida, Venereal Soil
- Last Look at the Lilacs
- The Worms at Heaven's Gate
- The Jack-Rabbit
- Anecdote of Men by the Thousand
- The Silver Plough Boy
- The Apostrophe to Vincentine
- Floral Decorations for Bananas
- Anecdote of Canna
- Of the Manner of Addressing Clouds
- Of Heaven Considered as a Tomb
- Of the Surface of Things
- Anecdote of the Prince of Peacocks
- A High-Toned Old Christian Woman
- The Place of the Solitaires
- The Weeping Burgher
- The Curtains in the House of the Metaphysician
- Banal Sojourn
- Depression Before Spring
- The Emperor of Ice-Cream
- The Cuban Doctor
- Tea at the Palaz of Hoon
- Exposition of the Contents of a Cab
- Disillusionment of Ten O'Clock
- Sunday Morning
- The Virgin Carrying a Lantern
- Stars at Tallapoosa
- Explanation
- Six Significant Landscapes
- Bantams in Pine-Woods
- Anecdote of the Jar
- Palace of the Babies
- Frogs Eat Butterflies. Snakes Eat Frogs. Hogs Eat Snakes. Men Eat Hogs.
- Jasmine's Beautiful Thoughts Underneath the Willow
- Cortège for Rosenbloom
- Tattoo
- The Bird with the Coppery, Keen Claws
- Life is Motion
- Architecture
- The Wind Shifts
- Colloquy with a Polish Aunt
- Gubbinal
- Two Figures in Dense Violet Night
- Theory
- To the One of Fictive Music
- Hymn from a Watermelon Pavilion
- Peter Quince at the Clavier
- Thirteen Ways of Looking at a Blackbird
- Nomad Exquisite
- Tea
- To the Roaring Wind

### Второе издание (1930)
Во второе издание добавлено 14 новых стихотворений.
- The Man Whose Pharynx Was Bad
- The Death of a Soldier
- Negation
- The Surprises of the Superhuman
- Sea Surface Full of Clouds
- The Revolutionists Stop for Orangeade
- New England Verses
- Lunar Paraphrase
- Anatomy of Monotony
- The Public Square
- Sonatina to Hans Christian
- In the Clear Season of Grapes
- Two at Norfolk
- Indian River

### «Собрание стихотворений» (1954)
В 1954 году Стивенс переиздал «Фисгармонию» как часть «Собрания стихотворений», использовал в качестве основы издание 1931 года. Однако он внёс некоторые изменения: последние два стихотворения издания 1923 года были перенесены в конец книги, так что они оказались после дополнений 1931 года. Стихотворение под названием «Of the Manner of Addressing Clouds» было переименовано в «On the Manner of Addressing Clouds», а между «The Jack-Rabbit» и «Anecdote of Men by the Thousand» было добавлено стихотворение «Valley Candle».